# La Pecora Nera & altri sogni
La Pecora Nera & altri sogni è un libro per ragazzi scritto da Andrea Valente a più mani con altri autori e in collaborazione con i ragazzi detenuti nel carcere minorile di Nisida, all'interno di un più ampio progetto educativo e rieducativo, dal titolo "Girogirotondo, cambia il mondo", ideato da Donatella Trotta e realizzato per dieci anni dall'Associazione culturale no profit Kolibrì di Napoli.
La Pecora Nera & altri sogni è una mostra itinerante di tavole di Valente, il racconto di un'esperienza educativa complessa e articolata (anche in uno spettacolo teatrale, ispirato dal romanzo di Luisa Mattia "La scelta", Sinnos edizioni) e un'operazione pedagogica e interculturale corale che racconta, fra il resto, trenta personaggi realmente esistiti: donne e uomini a vario titolo utopisti, che nel secolo scorso abbiano perseguito un sogno ed abbiano dedicato la propria vita a realizzarlo, spesso contro pregiudizi e difficoltà. I personaggi vengono raccontati in un breve testo e in una tavola umoristica della Pecora Nera, cercando in loro la visione positiva di un concetto negativo, filo conduttore dell'intero progetto rieducativo dell'Associazione culturale Kolibrì, impegnata dal 2002 sul territorio napoletano a tutelare i diritti dell'infanzia e della gioventù attraverso iniziative di promozione della lettura e dei linguaggi della creatività.
Dopo il "Diario di bordo" del progetto, a cura della giornalista e autrice Donatella Trotta, la parte conclusiva del libro contiene testi e disegni realizzati dai ragazzi stessi. Alcuni sono crudi e duri, altri più sognanti o malinconici, ma da tutti traspare la condizione della vita di un ragazzo carcerato, così come quella dell'ambiente sociale che li ha portati fino lì.
Il libro è stato insignito nel 2007 del premio Andersen "per il miglior progetto educativo".

## Edizioni
- Andrea Valente e i ragazzi di Nisida, La Pecora Nera & altri sogni, Magazzini Salani, 2006,  p. 240, ISBN 88-7366-843-7.